# Ectasiocnemis horaki
Ectasiocnemis horaki es una especie de coleóptero de la familia Scraptiidae.

## Distribución geográfica
Habita en Afganistán.